# 索德曼号车辆运输舰 (T-AKR-317)
索德曼号车辆运输舰（英語：USNS Soderman，舷號T-AKR-317）是沃森级车辆运输舰的第八艘，以荣誉勋章获得者，在突出部之役表现突出的威廉·A·索德曼一等兵（William A. Soderman）命名。
2002年4月26日该舰下水，并于2002年9月24日服役。它是美国军事海运司令部所属的19艘大型中速滚装船中的一艘，也是执行战略预置任务的33艘运输舰中的一员。
据英国卫报报道，左翼人权组织“缓刑”（Reprieve）认定索德曼舰及其7艘姊妹舰和其他9艘美国海军舰船被用于秘密关押罪犯。